# Mallophora sylveirii
Mallophora sylveirii là một loài ruồi trong họ Asilidae. Mallophora sylveirii được Macquart miêu tả năm 1838.